# 도와정 (야마구치현)
도와정(東和町)은 2004년 9월 30일까지 존재한 야마구치현의 정이다. 야시로섬에 위치해 인구는 5000명이였다. 2004년 10월 1일, 오시마정, 구카정, 다치바나정과 합병해 스오오시마정이 되었다.

## 지리
세토 내해의 서쪽에 떠 있는 야시로 섬의 동쪽에 위치한다.삼면을 바다로 둘러싸이기 때문에 기후는 온난하고 평균 기온은 15℃가 넘는다.이러한 온난한 기후나, 작은 물고기를 중심으로 한 전통적인 식생활을 배경으로 노령 인구율은 50%를 넘어, 일본 제일이 되고 있었다.

## 역사
- 1955년 4월 1일 - 유다촌, 와다촌, 모리노촌, 시라키촌이 합병해 성립하였다.
- 2004년 10월 1일 - 구카정, 오시마정, 다치바나정과 합병해 스오오시마정이 성립하였다. 동일 도와정은 폐지되었다.

## 교통

### 도로
- 국도 제437호선 (일본)(일본어판)